# 巴尔盖
巴尔盖（義大利語：Barghe），是意大利布雷西亚省的一个市镇。总面积5.4平方公里，人口1182人，人口密度218.9人/平方公里（2009年）。国家统计（ISTAT）代码为017012。